# Nebetnehet
Nebetnehet (Herrin der Sykomore) war eine altägyptische Königin im Neuen Reich (18. Dynastie). Sie war eventuell eine Gemahlin von Amenophis III. und trug als Haupttitel die Bezeichnung große Königsgemahlin.
Nebetnehet war lange Zeit nur von dem Fragment eines Kanopengefäßes bekannt, das sich heute im Petrie Museum of Egyptian Archaeology (Inventar-Nr. UC 15808) befindet. Ein weiteres Objekt mit ihren Namen ist ein Uschebti im Britischen Museum. Im Wadi Bairiya wurde in der Grabanlage mit dem modernen Namen WB1 Schacht 4 ein weiteres Kanopenfragment mit ihrem Namen gefunden. Bei WB1 Schacht 4 handelt es sich um eine stark beraubte Grabanlage, in der königliche Familienmitglieder bestattet wurden.

## Weblink
- Theban Mapping Project: WB-1 Multiple Owners. Auf: thebanmappingproject.com; zuletzt abgerufen am 6. März 2025.

| Personendaten    | Personendaten                                        |
| ---------------- | ---------------------------------------------------- |
| NAME             | Nebetnehet                                           |
| ALTERNATIVNAMEN  | Tia                                                  |
| KURZBESCHREIBUNG | ägyptische Königin                                   |
| GEBURTSDATUM     | 14. Jahrhundert v. Chr.                              |
| STERBEDATUM      | 14. Jahrhundert v. Chr. oder 14. Jahrhundert v. Chr. |